# Pseudopolybia compressa
A Pseudopolybia compressa a rovarok (Insecta) osztályának a hártyásszárnyúak (Hymenoptera) rendjébe, ezen belül a fullánkosdarázs-alkatúak (Apocrita) alrendjébe és a valódi darazsak (Vespidae) családjába tartozó faj.

## Előfordulása
A Pseudopolybia compressa előfordulási területe Dél-Amerika. A neotrópusi állatvilág része.

## Életmódja
Ez a darázsfaj a nyálának és a rothadó faszövetek keverékével papírszerű vagy kartonszerű darázsfészket épít. A fészeknek gömbszerű alakot kölcsönöznek. Kezdetleges társadalmuk van. A királynő és a dolgozók között alig van különbség, méretben majdnem azonosak. A különbséget, csak a szaporító szervek alapján lehet megtudni.